# يوري جلازكوف
يوري جلازكوف (بالإنجليزية: Yury Glazkov)‏ (و. 1939 – 2008 م) هو رائد فضاء، وطيار، وكاتب خيال علمي من الاتحاد السوفيتي، وروسيا . ولد في موسكو.
توفي في موسكو .

## ريادة الفضاء
شارك في المهمات الفضائية:
- Soyuz 24.

## الخدمة العسكرية
خدم في القوات الجوية الروسية.

## جوائز
حصل على جوائز منها:
- جائزة الدولة السوفيتية
- Order For Services to the Fatherland 4th degree
- Medal "For Distinction in Guarding the State Border of the USSR"
- Medal "For Strengthening of Brotherhood in Arms"
- وسام تطوير الأراضي البكر
- Order For Services to the Fatherland 3rd degree
- وسام النجمة الحمراء
- بطل الاتحاد السوفيتي
- وسام لينين
- Pilot-Cosmonaut of the USSR.